# Bror Walan
Bror Edvin Walan, född 31 oktober 1921 i Stavnäs församling, Värmlands län, död 13 maj 2002 i Stora Skedvi, Dalarna, var en svensk kyrkohistoriker och skolman.
Bror Walan var son till folkskolläraren och politikern Edvin Walan och hans första hustru Agnes Olsson. Efter studentexamen i Falun 1941 inledde han akademiska studier och blev teologie kandidat 1946, filosofie kandidat 1949, filosofie magister 1955 och teologie licentiat 1960. Han blev teologie doktor i Uppsala 1964 då han disputerade på en avhandling om Svenska Missionsförbundet. Han blev docent i kyrkohistoria vid Uppsala universitet 1964 och var extra ordinarie adjunkt vid Bromma med flera läroverk 1949–1956, adjunkt vid Norra Latin 1956–1963, lektor vid Västertorps läroverk från 1963, gjorde docenttjänstgöring vid Uppsala universitet 1964–1965 och blev tillförordnad professor där 1967. Han gjorde flera kyrkohistoriska arbeten.
Åren 1949–1972 var han gift med sexologen Maj-Briht Bergström-Walan (1924–2014) och fick sonen Gustav 1952. Från 1972 var han sedan gift med Inger Margareta Walan (1932–2002).